# Régiment de chasse 2/30 Normandie-Niémen
Pour le film, voir Normandie-Niémen (film).
Le régiment de chasse 2/30 « Normandie-Niémen » est une unité de combat de l’Armée de l'air et de l'espace française. Lors de sa mise en sommeil en 2009, le régiment était équipé de chasseurs Mirage F1CT et stationné sur la BA 132 de Colmar-Meyenheim. Ce régiment est le descendant du fameux groupe de chasse « Normandie-Niémen », des Forces françaises libres, créé en 1942 et engagé en Union soviétique sur le front de l'Est. C'est pour cette raison qu'il porte le double nom de « Normandie », la région française, et de « Niémen », un fleuve de l'ex-Union soviétique qui se jette dans l'Est de la mer Baltique. Il s'agit d'un cas presque unique d'une force occidentale à s’être battue aux côtés de l’Armée rouge sur le sol soviétique durant la Seconde Guerre mondiale.
Le 25 juin 2012, le « Normandie-Niémen » est officiellement réactivé avec des Rafale F3 monoplaces sur la base aérienne 118 Mont-de-Marsan. Depuis le 3 septembre 2015, le « Normandie-Niémen » est à nouveau rattaché à la 30e escadre de chasse, reformée le même jour sur la BA 118 Mont-de-Marsan.

## Historique

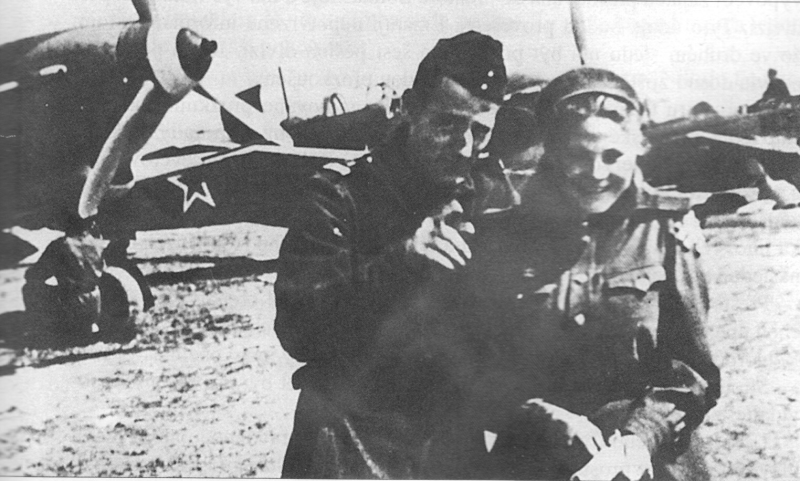
Le pilote français Bruno de Faletans, mort en mission, et une opératrice radio soviétique en avril 1943.

### Création
À l’appel de juin 1940 du général de Gaulle invitant à le rejoindre à Londres, certains Français répondirent en restant sur place — formant par la suite la Résistance —, tandis que d'autres allèrent en Grande-Bretagne afin de continuer la lutte aux côtés des Alliés. La Grande-Bretagne constitua alors la plus importante base militaire et politique des forces aériennes, navales et terrestres « françaises libres ». En 1940 vinrent également des volontaires des États-Unis pour constituer les « Eagle Squadrons » de la RAF, comme il y eut des escadrilles polonaises, tchèques, etc.
Après la rupture du pacte de non agression germano-soviétique le 22 juin 1941 et devant la politique collaborationniste du régime de Vichy, ses représentants sont déclarés personæ non gratæ par les autorités soviétiques et sont priés de rentrer en France. Le colonel Charles Luguet, attaché de l'air du régime de Vichy à Moscou, rallie la France libre, indiquant au général Martial Valin qu'il pense que l'Union soviétique ne sera pas battue rapidement, contrairement à ce que pensent les Britanniques. Le général de Gaulle, mis au courant de cette analyse, songe alors à faire reconnaître sa légitimité auprès de ce nouvel allié.
En 1942, le chef de la France Libre, considérant comme important que des soldats français servent sur tous les fronts de la guerre, décide d'engager des forces sur le front de l'Est. Le 16 février 1942, il envoie pour cela à Moscou une mission comportant un responsable militaire, le général Petit, ainsi qu'un ambassadeur, Roger Garreau, qui sera en mission diplomatique à Kouïbychev, ville de repli des ambassades après l'opération Barbarossa. Le général de Gaulle envisage tout d'abord d'envoyer une division mécanisée (la future 1re division française libre du général de Larminat) sur le front de l'Est, mais l'opposition britannique, ajoutée aux difficultés de ce projet, et l'avis du général Valin, commandant des Forces aériennes françaises libres, le font opter pour l'envoi d'une unité aérienne en lieu et place d'une division,.
Début 1942, le diplomate de l'URSS auprès du Comité national français à Londres, Alexandre Bogomolov, annonce que le gouvernement soviétique accueille avec chaleur le projet d'envoyer des aviateurs français combattre sur le Front de l'Est. Le 25 février 1942, une première liste de pilotes est communiquée aux Soviétiques. Le premier commandant, Joseph Pouliquen, est nommé par le général de Gaulle en personne pour compléter et commander le futur groupe de chasse no 3 (GC 3) qui jusqu'à sa mise à disposition au front, s'installerait au Liban en attendant le feu vert des Soviétiques.
Les Soviétiques étudient la proposition avec intérêt mais les négociations pratiques prennent du temps, le colonel Pougatchev, chef de la mission militaire à Londres, n'acceptant pas la notion d'un groupe purement français, détaché auprès d'armées soviétiques. De plus des divergences entre le général Petit, les responsables militaires français à Alger et les négociations parallèles menées par Roger Garreau, provoquent des cafouillages. Les négociations à Moscou n’avançant pas, De Gaulle envoie le capitaine Mirlesse, russophone, aider le général Petit. Mirlesse joue un rôle primordial dans cette négociation ainsi que dans la préparation de la venue des aviateurs français. Le 6 novembre, le général Petit obtient des Russes l’accord pour l’envoi du premier contingent d’aviateurs et le 25 novembre, l’accord officiel est signé entre le général Petit et le général Falaneiev.
Les premiers aviateurs arrivent en Russie le 29 novembre 1942. Joseph Pouliquen suggère le nom Normandie pour le GC 3 : il ne peut nommer ce groupe du nom de sa province, la Bretagne, celui-ci étant déjà utilisé par un groupe de bombardement. Le GC 3 est constitué d'un groupe de pilotes de chasse et de mécaniciens français, tous volontaires. Le premier groupe est constitué de quatorze pilotes de chasse et de cinquante-huit mécaniciens. Y sont adjoints dix-sept mécaniciens soviétiques.
Les quatorze premiers pilotes de chasse du GC3 proviennent d'une part, d'unités de la RAF ou du groupe de chasse Île-de-France installées en Angleterre (les Anglais), et d'autre part du groupe de chasse Alsace, alors installé en Afrique du Nord (les Libyens).
Les Anglais sont les aspirants Joseph Risso, Yves Mahé, Marcel Albert, Marcel Lefèvre, Albert Durand, Marcel Yves Bizien et Roland de La Poype et le lieutenant Didier Béguin.
Les Libyens sont l'aspirant Noël Castelain, les lieutenants Raymond Derville, André Poznanski, Albert Preziosi, le capitaine Albert Littolff et le commandant Jean Tulasne.
Après de longues négociations avec le colonel Levandovitch, chargé des relations internationales à l'état-major du ministère de l'Air de l'Union soviétique, le groupe quitte la base aérienne de Rayak, au Liban, le 12 novembre 1942 pour arriver le 28 novembre 1942 à la base aérienne d'Ivanovo (située à 250 km au nord-est de Moscou), via l’Irak et l’Iran. Sur la base aérienne d’Ivanovo, une formation est donnée aux personnels pour l'apprentissage du premier avion du GC3, le Yak-1.

### Engagement dans la Seconde Guerre mondiale

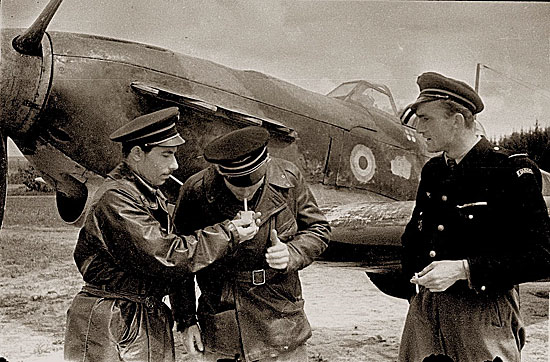
Des pilotes du Normandie en URSS.

Avant le départ du 24 octobre 1942, le commandant Pouliquen et le colonel Corniglion-Molinier, en compagnie des commandants Denis et Tuslane, remettent respectivement le fanion du groupe et les insignes aux armes de Normandie aux membres de l'unité. La cérémonie est accompagnée du discours suivant :

« Officiers, Sous-Officiers, Caporaux et Soldats du 3e Groupe de Chasse !
Je vais vous remettre l'insigne de notre groupe aux armes de la Normandie.
Vous le porterez avec fierté et dignité.
Il représentera pour vous l'image même de la France dans une de ses plus belles et de ses plus riches contrées.
Il évoquera pour vous le souvenir d'une campagne de chez nous calme et reposante.
En ce moment, la Normandie souffre plus particulièrement de l'occupation allemande. Des bombardements, des combats fréquents ont lieu sur ses côtes et dans son ciel.
Notre pensée va vers ce coin de France que le 3e groupe de chasse honorera en portant ses Armes et que les pilotes glorifieront par leur victoires. »

— Journal de marche du Normandie-Niémen

Armoiries de la Normandie

C'est le général Valin qui valida, le 1er septembre 1942, le nom proposé par le G.C. 3 de « Normandie » 
Ce choix, après concertation, fut fait en raison des souffrances subies par cette région (occupation, bombardements, etc.) et tout naturellement c'est le blason de la Normandie qui fut retenu pour insigne : « de gueules à deux léopards d'or ». Les insignes sont réalisés par des orfèvres arméniens des souks de Damas.
Les trois escadrilles composant le régiment se virent attribuer le nom de :
- « Rouen » pour la première,
- « Le Havre » pour la deuxième,
- « Cherbourg » pour la troisième.

Soixante militaires (15 pilotes et 45 mécaniciens) forment l'effectif français. La liste des officiers, sous-officiers et hommes retenus est la suivante :
- commandant Pouliquen
- commandant Tulasne
- capitaine Littolff
- lieutenant Preziosi
- lieutenant Derville
- lieutenant de Pange
- lieutenant Poznanski
- lieutenant Béguin
- capitaine Kahan
- aspirant de La Poype
- aspirant Bizien
- aspirant Durand
- aspirant Albert
- aspirant Marcel Lefèvre
- aspirant Castelain
- aspirant Schick
- aspirant Stakovitch
- sous-lieutenant médecin Georges Lebiedinsky
- adjudant-chef Duprat
- adjudant Morisson
- sergent-chef Turcaud
- sergent-chef Callorbe
- sergent-chef Darenlot
- sergent-chef Leloup
- sergent-chef Carel
- sergent-chef Matter
- sergent Jacquier
- sergent Touvrey
- sergent Lumbroso
- sergent Mounier
- sergent Auidibert
- sergent Georges Masurel
- sergent de Guilhem
- sergent Carme
- sergent Ourtelier
- sergent Vidal
- sergent Corot
- caporal Verges
- sergent Giovancerli
- caporal-chef Abad
- caporal-chef Eidel
- caporal-chef Marcellin
- caporal-chef Saliba
- caporal-chef Germain
- caporal-chef Lesourd
- caporal Lonchamp
- caporal Lefèvre
- sergent Drouet
- caporal Saliba
- caporal Gelin
- caporal Abichou
- caporal Chamballu
- caporal Gelibert
- caporal Larivet
- caporal Goulin
- caporal Weil
- 2e classe César
- 2e classe Greiner
- 2e classe Trolliet
- 2e classe Gouverneur

Cette liste est établie, puis soumise par le capitaine Albert Mirlesse aux autorités soviétiques, le 1er septembre 1942.
Arrivés en URSS le 28 novembre, les Français se forment sur des Yak-7 et Yak-1 du 2 décembre 1942 au 14 mars 1943. À partir du 20 mars suivant, le général Ernest Petit, chef de la mission militaire française à Moscou, en compagnie du colonel Schoumoff commandant la base d'Ivanovo et du colonel Levandovitch du commandement supérieur des Forces aériennes russes, passe le groupe en revue pendant deux jours.
À la suite de cette inspection il en résulte que : « Par ses qualités militaires et morales, cette unité est prête pour partir sur le front ».
Il s'agira de la seule force occidentale à s’être battue aux côtés de l’Armée rouge sur le sol soviétique durant la Seconde Guerre mondiale.

#### Première campagne (22 mars 1943 - 6 novembre 1943)
Le groupe est engagé à partir du 22 mars 1943, dans la 1re armée aérienne soviétique comme quatrième escadron du 6e régiment de chasseurs.
Le 5 avril 1943, la patrouille Preziozi-Durand revient après avoir abattu deux Focke-Wulf sur un groupe de deux avions qui avaient engagé un Petliakov Pe-2 soviétique.
En mai, deux traducteurs français sont adjoints aux commandants Tulasne et Pouyade : il s'agit de deux membres du groupe d'évadés français de l'Allemagne par la Lituanie en fin 1940 et tenus en captivité en URSS, lesquels ont choisi de rester combattre en URSS quand l'essentiel du groupe est rapatrié en Angleterre. L'un des deux est aussi mécanicien du régiment Normandie.
Le régiment s'illustre dans la bataille de Koursk-Orel au cours du mois de juillet. Son commandant Jean Tulasne et son adjoint Albert Littolff sont tués au cours de cette bataille. Le commandant Pierre Pouyade, qui a rejoint le Normandie après son évasion d'Indochine, prend le commandement. En août, les mécaniciens français commandés par Alex Michel et Louis Duprat, les deux officiers mécaniciens, sont dirigés vers le Moyen-Orient et définitivement remplacés par des mécaniciens soviétiques aux ordres de l'ingénieur-capitaine Sergueï Agavelian. Là aussi, des considérations de formation au matériel soviétique ont prévalu.
En mai 1943, le maréchal Keitel donne l'ordre selon lequel les pilotes français capturés sur le front de l’Est doivent être immédiatement fusillés sur place.
Retiré exsangue à l'orée de l'hiver, le groupe Normandie est transformé en régiment à quatre escadrilles grâce au renfort de nombreux pilotes venus d'Afrique du Nord.

#### Deuxième campagne
Joseph Staline attribue à l'unité le nom de Niémen le 28 novembre 1944 pour sa participation aux batailles du fleuve Niémen. L'unité recevra de nombreuses distinctions militaires, aussi bien soviétiques que françaises, et, fin 1944, les aviateurs du « Normandie-Niémen » sont les premiers Français à entrer militairement en Allemagne.
Les 16 et 17 octobre, Normandie, engagé dans l'opération Gumbinnen — offensive malheureuse sur la Prusse-Orientale — bat un record en abattant 41 avions allemands sans une perte.
Fin novembre 1944, le commandant Pierre Pouyade donne l'ordre de faire repeindre sur les Yaks l'éclair blanc qui est l'emblème de la 303e division aérienne de chasse unité de la 1re armée soviétique à laquelle le régiment « Normandie-Niémen » appartient.
Retiré du front à l'approche de l'hiver, le régiment se déplace à Moscou afin d'accompagner la visite diplomatique du général de Gaulle à Staline, et y reçoit ses médailles et honneurs. Un quart des pilotes obtiennent également une permission en France, ce qui réduit le groupe à trois escadrilles.

#### Troisième campagne
De janvier à mai 1945, Normandie participe à l'invasion de la Prusse-Orientale et au siège de Königsberg, future Kaliningrad.
Il a été décidé en décembre de transformer le régiment Normandie en division aérienne France par le renfort d'un groupe de chasse dénommé Aquitaine, ainsi que d'un groupe de bombardiers, mais la fin de la guerre met un terme à ce projet.
Début juin 1945, un décret de Staline accorde aux combattants le droit de s'en retourner avec leurs armes. Il est fait don à chacun de son Yak-3 à titre personnel. Ce point donne lieu à contestations. Le 20 juin 1945, les aviateurs français retrouvent la France en se posant au Bourget, où ils sont accueillis en héros.
La chronologie du retour est la suivante : 

« Le 15 juin, aux ordres du général Zakharov, les 40 appareils du Normandie Niémen s’envolent pour Poznań.
- Le 16, les pilotes sont à Prague.
- Le 17, ils sont à Stuttgart où ils sont reçus par le général de Lattre de Tassigny.
- Le 20, ils arrivent à Saint-Dizier et repartent l’après-midi pour Paris-Le Bourget, où ils sont accueillis avec enthousiasme. »

Selon certaines sources, les 38 Yak-3 défilent au-dessus des Champs-Élysées.

#### Controverse sur le devenir des avions

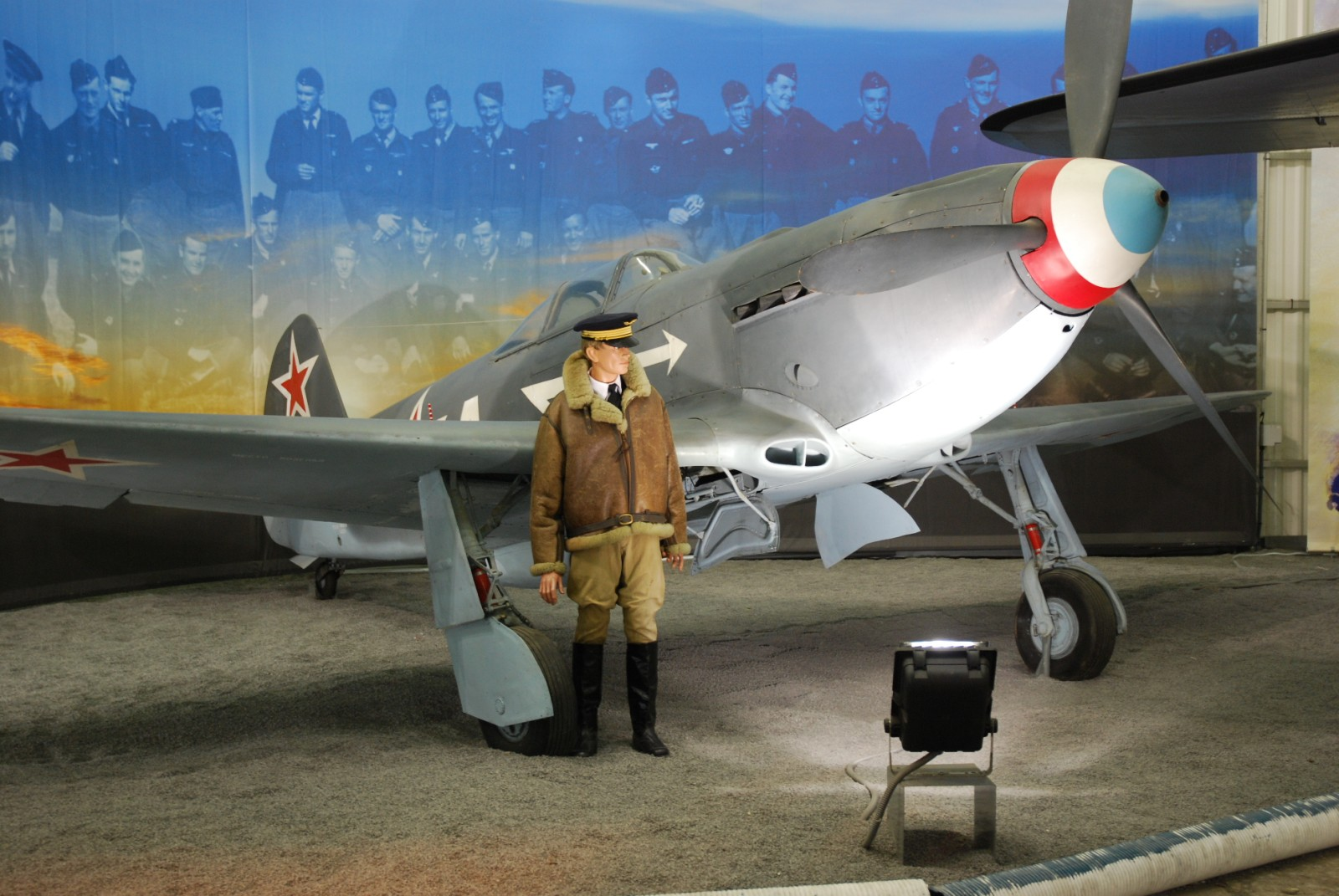
Un Yak 3 (01) au musée de l'Air et de l'Espace du Bourget. La casserole d'hélice est peinte aux couleurs du drapeau français.

Les avions et les pilotes appartiennent à l'Armée de l'Air française dont « Normandie-Niémen » est un des régiments. Les avions sont transférés à Toussus-le-Noble au début de février 1946, par décision de l'état-major de l'Armée de l'Air. C'est alors une base civile où une zone est réservée à l'Armée de l'Air. Servant d'avions d'entraînement, sans pièces détachées, les avions sont « cannibalisés » petit à petit. Un unique spécimen restauré est au musée de l'Air et de l'Espace du Bourget.
Un auteur soviétique écrit à ce sujet :

« Le don au régiment « Normandie-Niémen » de tous les avions sur lesquels ils avaient volé fut une manifestation de l'amitié sincère entre les peuples français et soviétique. »

— Maréchal Alexandre Novikov
et

« En faisant aux pilotes du « Normandie-Niémen » l'honneur de leur laisser l'arme qui leur a servi pendant la guerre et en leur permettant de rentrer chez eux sur leurs avions de combat, l'Union soviétique leur a offert la plus haute récompense. »

— Maréchal Alexandre Novikov
Lorsque le nombre de Yak-3 fut trop faible pour constituer une unité de combat, le « Normandie-Niémen » utilisa des SNCAC NC.900, dénomination française du Focke-Wulf Fw 190 dont une usine avait été installée en France par les Allemands. Cela posa problème à certains pilotes qui avaient vu leurs frères d'armes abattus par des Fw 190 de la Jagdgeschwader 51.

### Une notoriété considérable
La présence de cette unité française aux côtés des Soviétiques en lutte contre les troupes allemandes, bien qu'elle revêtit également une part de symbolique, eut une portée considérable. Sa grande combativité fit que l'escadrille acquit rapidement une grande estime auprès des Russes. Le geste n'a jamais été oublié, et depuis, des citoyens russes sont venus fleurir régulièrement les tombes des pilotes français tombés et inhumés sur place[réf. nécessaire].

### Après la Seconde Guerre mondiale

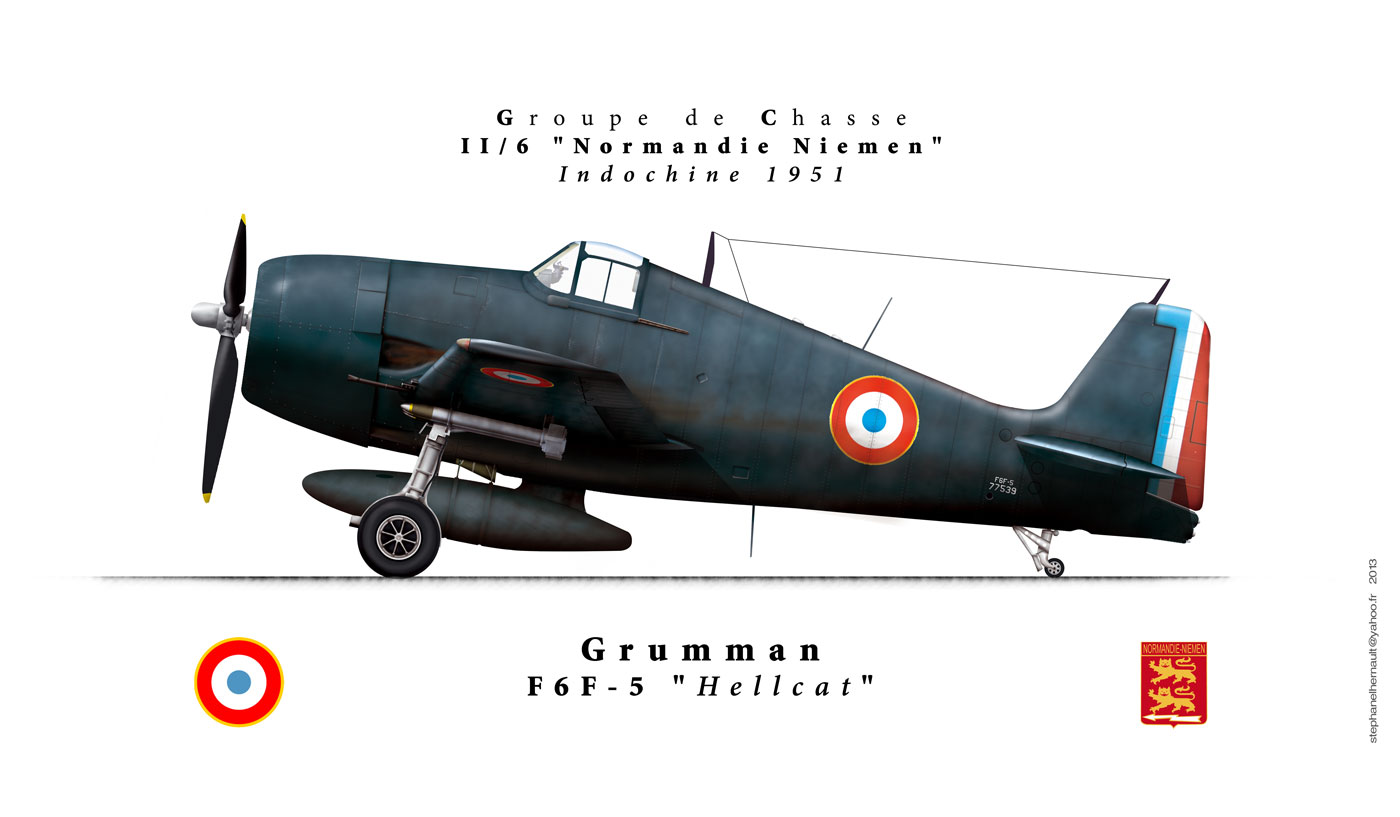
F6F Hellcat du II/6 en Indochine.

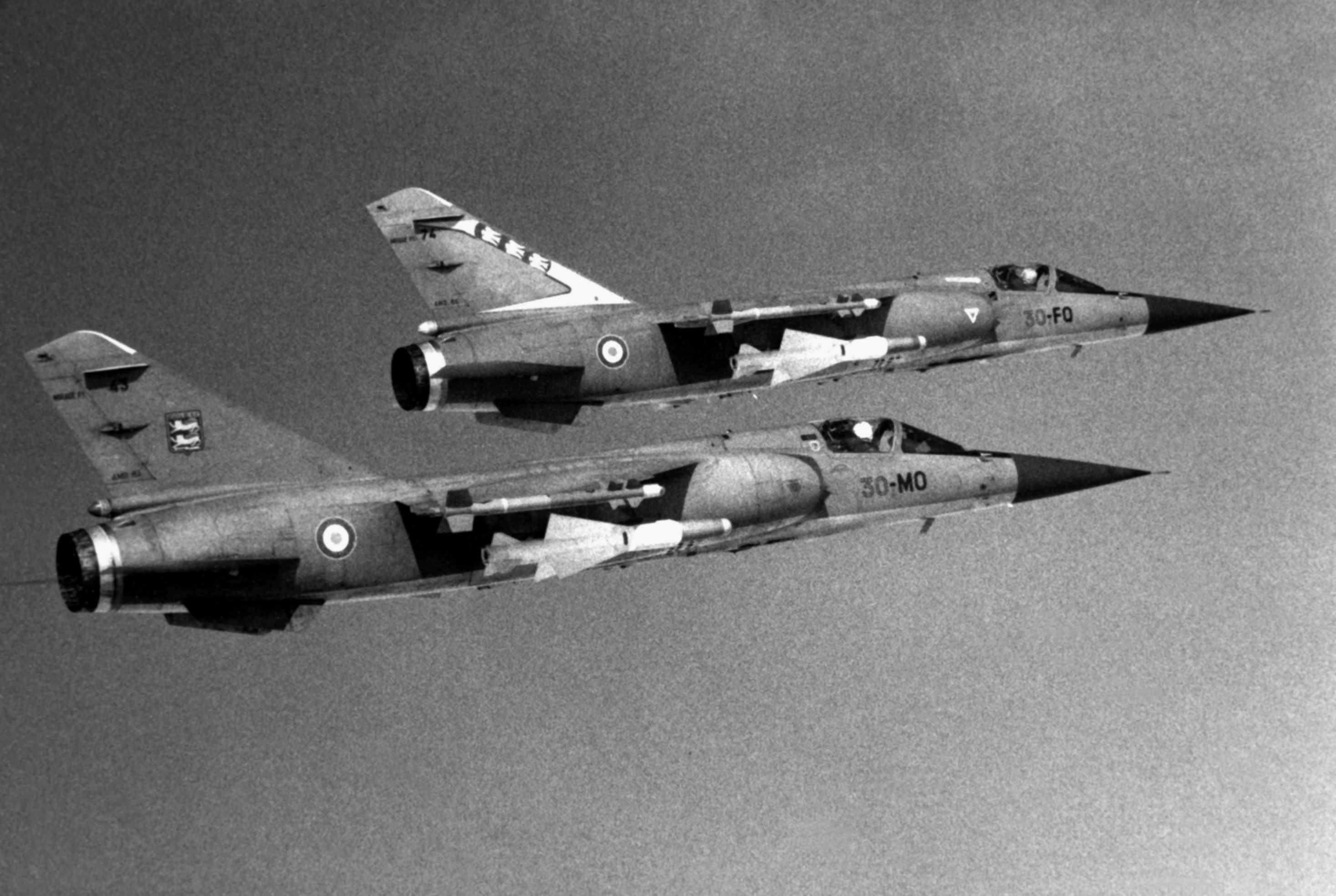
Un Mirage F-1 de l'escadron « Normandie-Niémen » et un de l'escadron de chasse 3/30 Lorraine en 1986 armé de Matra R530.

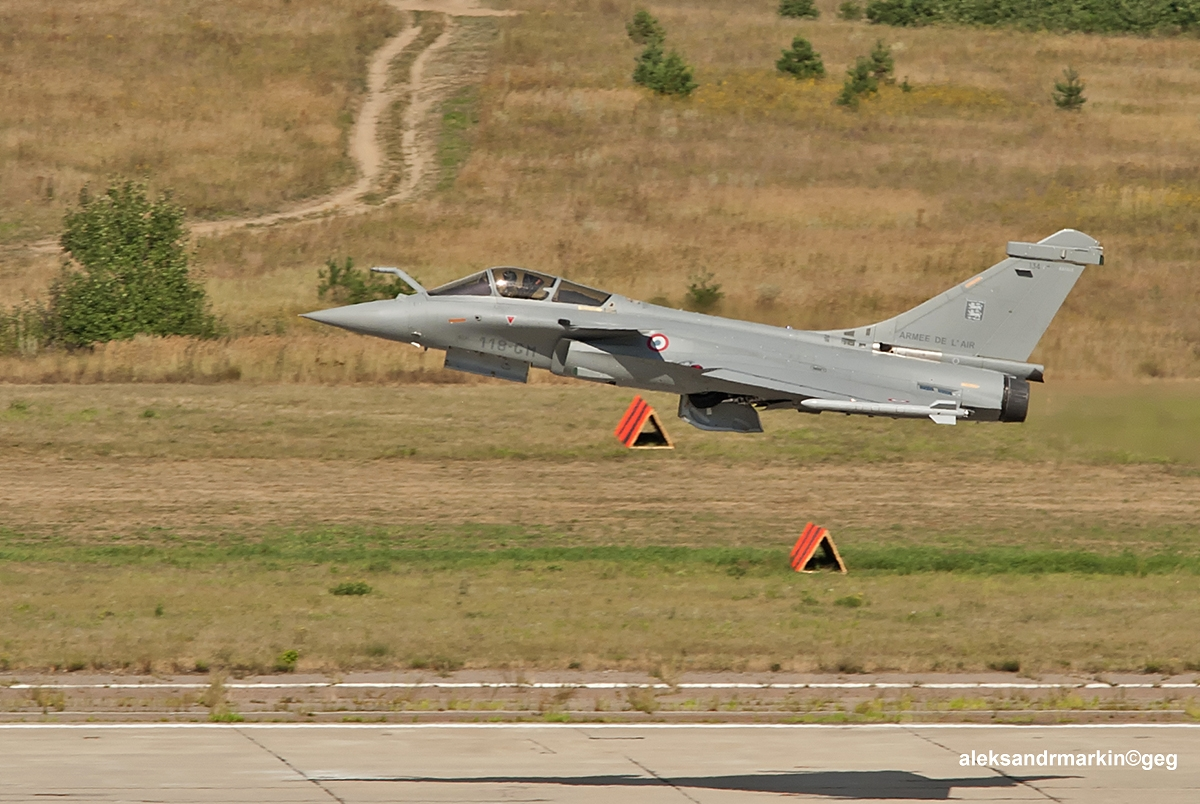
Rafale porteur des couleurs du 2/30.

#### Service hors métropole
Après un stationnement au Bourget puis à Toussus-le-Noble, le régiment de chasse « Normandie-Niémen » est affecté en 1947 au Maroc sur la base de Rabat-Salé. Pendant la guerre d'Indochine, le régiment est basé à Saïgon. Puis le régiment retourne en Afrique du Nord, en Algérie. En 1953, le régiment est scindé en deux : l'une des parties prend le nom d'escadron de chasse 2/6 « Normandie-Niémen ».
Après dissolution de la 6e Escadre, l'escadron est rattaché à la 30e Escadre de chasse, d'où son nom « escadron de chasse 2/30 « Normandie-Niémen » ».

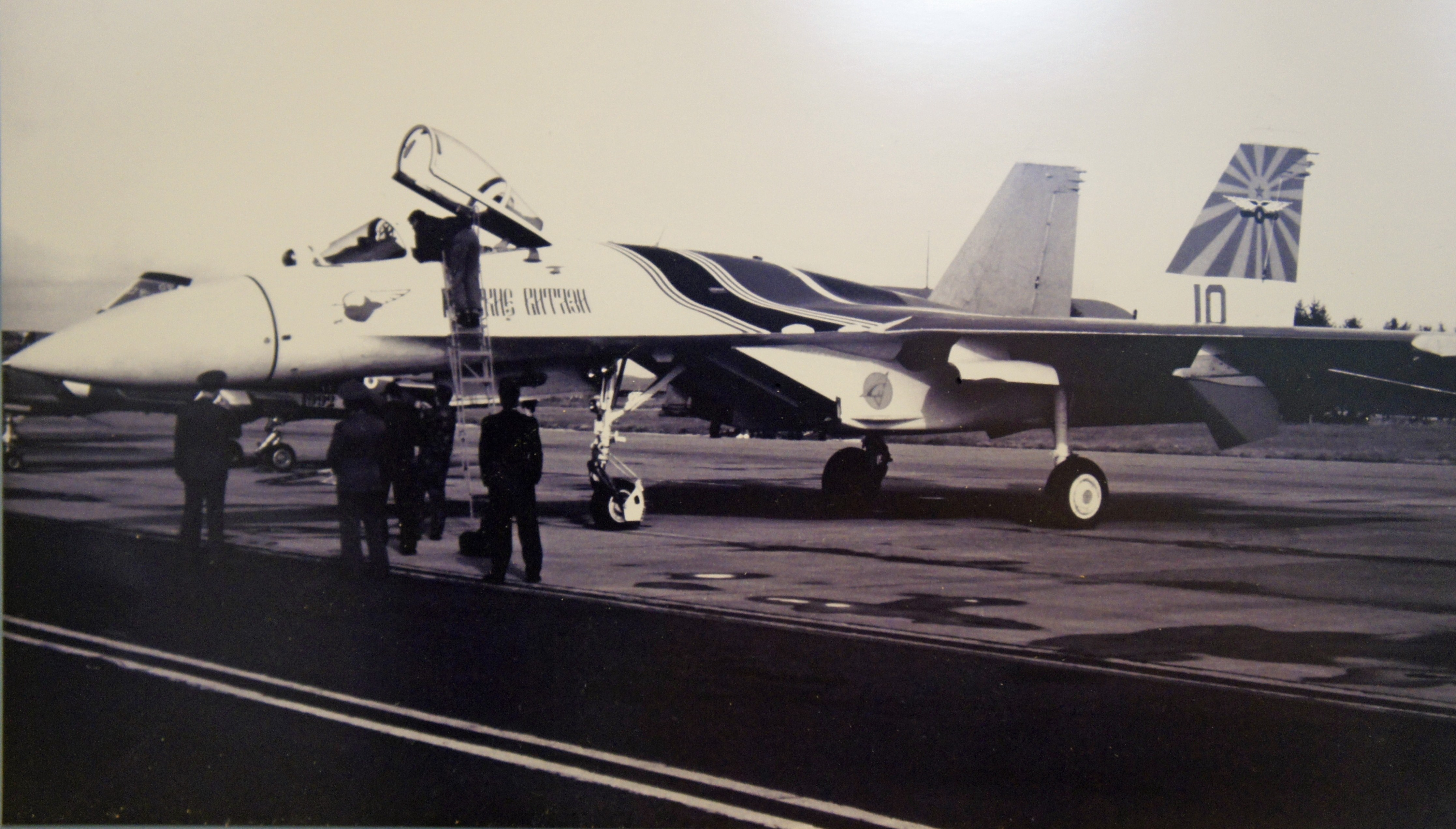
Un Su-27 des « Chevaliers russes » sur la BA 112 en 1992 pour le 50e anniversaire de sa création.

#### Retour en métropole
L'escadron retourne en France, à Orange, le 13 mars 1962, puis gagne Reims en juin 1966 pour être déployé sur la base aérienne 112, où il reste près de trente ans et où il est affecté à la 30e escadre de chasse tout temps.
Le 13 octobre 1993, l'escadron est dissous pour être renommé « escadron de chasse 1/13 « Normandie-Niémen » ». Il quitte alors Reims pour être basé sur la base aérienne 132 à Meyenheim, près de Colmar (Alsace).
En 1994, il participe aux opérations Turquoise, au Rwanda, et Crécerelle, en Bosnie.
Le 1er juillet 1995, l'escadron est à nouveau renommé « escadron de chasse 2/30 « Normandie-Niémen » ».
En 1999, il participe à l'opération Allied Force contre la Serbie.[réf. nécessaire]
Le 3 juillet 2009, l'escadron est officiellement mis en sommeil. Les derniers avions décollent pour Reims et Châteaudun mi-juillet. Depuis le 17 juillet 2009, plus aucun avion ne décolle de la base de Colmar-Meyenheim. Une partie des avions et des pilotes, ainsi que le drapeau du régiment, rejoignent la base aérienne 112 « commandant Marin la Meslée ».

#### Réactivation
Le 25 août 2011, le premier Rafale aux couleurs du 2/30 « Normandie-Niémen » décolle de la base aérienne 118 colonel Constantin Rozanoff de Mont-de-Marsan. Ce quatrième escadron Rafale qui est officiellement recréé le 1er septembre 2011 ne doit être mis en service opérationnel qu'à partir du 25 juin 2012 (année qui marquera également les 70 ans du prestigieux « Neu-Neu »). Il reçoit les traditions des Escadrilles SPA 91, SPA 93, SPA 97 à la place des escadrilles FAFL.
Du 31 août 2015 au 18 septembre 2015, quinze Rafale du 1/7 Provence, du 2/30 « Normandie-Niémen » et du 1/91 Gascogne sont déployés sur la BA126 Solenzara pour une campagne de tir air-air.
Du 13 au 25 avril 2016, deux Rafale du 2/30 « Normandie-Niémen » et deux Rafale du 1/7 « Provence » sont déployés sur la base de RAF Leeming dans le cadre de l'exercice Griffin Strike 2016.

## Adversaires
Lors de la Seconde Guerre mondiale, les pilotes du « Normandie-Niémen » eurent face à eux, en permanence, les Allemands des Mölders. Ce sera, au début, Yak-1 contre Focke-Wulf Fw 190, un redoutable chasseur allemand.

### Premières victoires
Le 5 avril 1943, les pilotes Albert Preziosi et Albert Durand ouvraient le palmarès, 14 jours après leur arrivée au front. Deux Fw 190 seront abattus dans la région de Roslav alors que la patrouille escortait un bombardier Pe-2.

### Premières pertes
Le 13 avril 1943, au cours d'une mission de chasse libre, trois patrouilles sont engagées par quatre Fw 190. Trois pilotes du « Normandie-Niémen » sont abattus ainsi que trois Fw 190.

## Dénominations
- 1er septembre 1942 : création du groupe de chasse no 3 « Normandie » (GC « Normandie ») à Rayak au Liban.
- 7 février 1944 : le GC « Normandie » est transformé en un régiment de chasse à quatre escadrilles (RC « Normandie »).
- 21 juillet 1944 : le RC « Normandie » reçoit le nom de Niémen et devient le régiment de chasse « Normandie-Niémen » (RC « Normandie-Niémen »).
- 1953 : le régiment se scinde en deux parties et l'une d'elles devient l'escadron de chasse 2/6 « Normandie-Niémen ».
- 1962 : la 6e escadre dissoute, l'escadron est rattaché à la 30e escadre de chasse et prend le nom d'escadron de chasse 2/30 « Normandie-Niémen ».
- 13 octobre 1993 : dissolution du 2/30 et création de l'escadron de chasse 1/13 « Normandie-Niémen ».
- 1er juillet 1995 : l'escadron prend le nom d'escadron de chasse 2/30 « Normandie-Niémen ».
- 27 juin 2008 : l'escadron prend le nom de régiment de chasse 1/30 « Normandie-Niémen ».
- 1er septembre 2011 : l'escadron prend le nom de régiment de chasse 2/30 « Normandie-Niémen ».

## Personnalités

### Chefs et commandants
- Chefs du GC « Normandie » :
  - 1er septembre 1942 - 22 février 1943 : commandant Joseph Pouliquen ;
  - 22 février 1943 - 17 juillet 1943 : commandant Jean Tulasne, mort au combat ;
  - 17 juillet 1943 - 7 février 1944 : commandant Pierre Pouyade.
- Commandant du RC « Normandie » :
  - 7 février 1944 - 21 juillet 1944 : commandant Pierre Pouyade.
- Commandants du RC « Normandie-Niémen » :
  - 21 juillet 1944 - 12 décembre 1944 : commandant Pierre Pouyade ;
  - 12 décembre 1944 - 20 juin 1945 : commandant Louis Delfino.

### Chefs d'escadrille du RC «Normandie-Niémen»

#### 1reescadrille«Rouen»
- 8 août 1943 - 4 septembre 1943 : lieutenant Gérald Léon, mort au combat.
- Mars 1944 - décembre 1944 : capitaine Marcel Albert.
- 12 décembre 1944 - 17 janvier 1945 : capitaine René Challe.
- 17 janvier 1945 - 20 février 1945 : capitaine Charles de la Salle.
- 20 février 1945 : dissolution

#### 2eescadrille«Le Havre»
- 8 août 1943 - 4 septembre 1943 : capitaine Didier Béguin.
- Mars 1944 - 12 décembre 1944 : lieutenant Yves Mourier.
- 12 décembre 1944 : capitaine Gaston Baugnies de Saint-Marceaux.

#### 3eescadrille«Cherbourg»
- 7 février 1944 - 28 mai 1944 : lieutenant Marcel Lefèvre, mort des suites d’un accident à l'atterrissage.
- 28 mai 1944 : capitaine Pierre Matras.
- 20 février 1945 - 20 juin 1945 : capitaine Charles de la Salle.

#### 4eescadrille«Caen»
- 28 avril 1944 - 12 décembre 1944 : capitaine René Challe ; l'escadrille est ensuite dissoute.

À la suite des dernières pertes début février 1945, le commandant Louis Delfino décida de réduire le régiment à deux escadrilles: le 2e et la 3e, commandées respectivement par le capitaine de Saint-Marceaux et le capitaine Charles de la Salle.

### Compagnons de la Libération
Le RC « Normandie-Niémen » a compté dans ses rangs 21 Compagnons de la Libération dont 11 sont morts pour la France.
- Marcel Albert (1917-2010)
- Didier Béguin (1918-1944), mort pour la France le 26 novembre 1944 à Arnhem
- Adrien Bernavon (1912-1943), mort pour la France le 16 juillet 1943 à Orel
- Noël Castelain (1917-1943), mort pour la France le 16 juillet 1943 à Orel
- Roland de La Poype (1920-2012), pionnier de l'emballage plastique, fondateur du Marineland d'Antibes
- Jean de Tedesco (1920-1943), mort pour la France le 14 juillet 1943 à Balkov
- Albert Durand (1918-1943), mort pour la France le 1er septembre 1943 à Ielnia
- Constantin Feldzer (1909-1988)
- Jules Joire (1914-1944), mort pour la France le 18 mars 1944 à Toula
- Marcel Lefèvre (1918-1944), mort pour la France le 5 juin 1944 à Moscou
- Albert Littolff (1911-1943), mort pour la France le 16 juillet 1943 à Orel
- Yves Mahé (1919-1962)
- Jacques Mathis (1914-1944), mort pour la France le 31 août 1944 à South Holton Le Moor en Angleterre
- Yves Mourier (1912-1948)
- André Moynet (1921-1993), député de Saône et Loire (1946-1967), maire de Biot (Alpes-Maritimes) (1971-1977)
- Joseph Pouliquen (1897-1988)
- Pierre Pouyade (1911-1979), député de 1966 à 1973 (Corrèze, puis Var), membre de la présidence de France-URSS (1973-1979)
- Jean Rey (1920-1943), mort pour la France le 28 août 1943 dans la région de Ielnia en URSS
- Joseph Risso (1920-2005), général de brigade
- Jean Tulasne (1912-1943), mort pour la France le 17 juillet 1943 à Orel
- Firmin Vermeil (1914-1943), mort pour la France le 17 juillet 1943 à Orel

### Autres membres du RC «Normandie-Niémen»
- Jacques André (1919-1988)
- Maurice Bon, mort pour la France le 13 octobre 1943 à Gorodets, dans le secteur de Lenino-Baievo
- Léon Cuffaut (1911-2002), directeur général de l'aéroclub de France (1962-1977)
- Roger Denis, mort pour la France le 13 octobre 1943 à Lenino-Baievo (bataille de Lenino)
- Henri Foucaud (1908-1944), mort pour la France le 21 avril 1944 à Toula
- François de Geoffre (1917-1970)
- Alexandre Laurent (dit « Sacha ») (1918-1957)
- Georges Lebiedinsky (1912-1996), médecin du régiment
- Georges Lemare (1917-1948)
- Pierre Lorillon (1918-2013), un des derniers survivant du régiment
- Charles Miquel (1920-1945), mort pour la France le 16 janvier 1945 à Gumbinnen (Prusse Orientale)
- Charles Monier (1920-1953)
- Jean de Pange (1917-1999)
- Roger Penverne (1918-1945), mort pour la France le 16 janvier 1945 à Baltiïsk
- André Peyronie (1920-2019), mécanicien avion, dernier survivant du régiment[24].
- Albert Preziosi (1915-1943), mort pour la France le 28 juillet 1943 à Orel
- Jacques de Saint-Phalle (1917-2010), commandant de bord à Air France sur Boeing 747
- Roger Sauvage (1917-1977)
- Maurice de Seynes (1914-1944), mort pour la France le 15 juillet 1944 en URSS
- Marc Verdier (1916-1944), mort pour la France le 22 septembre 1944 à  Insterburg (Prusse Orientale)

## Stationnements

### Seconde Guerre mondiale
- 1er septembre 1942 : Rayak[f]
- 28 novembre 1942 : Ivanovo[g]
- 22 mars 1943 : Polotnyany-Zavod (ru)[h]
- 16 avril 1943 : Mossalsk
- 20 mai 1943 : Kozelsk
- 2 juin 1943 : Khationki
- 18 août 1943 : Gorodietchnia (ru)[i]
- 24 août 1943 : Spas-Demensk
- 2 septembre 1943 : Michkovo
- 15 septembre 1943 : Barsouki (ru)[j]
- 18 septembre 1943 : Filatki (ru)[k]
- 5 octobre 1943 : Sloboda
- 6 novembre 1943 : Toula
- 25 mai 1944 : Doubrovka
- 15 juillet 1944 : Mikountani[l]
- 29 juillet 1944 : Alytus
- 18 septembre 1944 : Antonovo[m]
- 6 octobre 1944 : Sredniki
- 10 octobre 1944 : Antonovo
- 22 octobre 1944 : Didvije-sterki
- 27 novembre 1944 : Gross-Kalweitchen
- 14 janvier 1945 : Dopenen
- 26 janvier 1945 : Gross-Skajsgiren
- 27 janvier 1945 : Polessk (en allemand : Labiau)
- 5 février 1945 : Chrabrowo (de) (en allemand : Powunden)
- 14 février 1945 : Wittemberg
- 25 février 1945 : Pravdinsk (en allemand : Friedland)
- 7 avril 1945 : Bladiau
- 13 avril 1945 : Eylau
- 5 mai 1945 : Bladiau
- 8 mai 1945 : Mamonovo (en allemand : Heiligenbeil)

### Après la Seconde Guerre mondiale
- 13 janvier 1947 : Saïgon (Indochine) (sur mosquito FB-6)
- Mars 1947 : Rabat-Salé, base aérienne 151 « Commandant Max Guedj » (dissoute en 1961)
- 29 octobre 1949 : Saïgon (Indochine)
- Mai 1951 : Oran, Base aérienne 141 Oran la Sénia « Commandant Tulasne » (Algérie)
- 13 mars 1962 : Orange, base aérienne 115 Orange-Caritat
- 1966 : Reims, base aérienne 112 Reims-Champagne
- 13 octobre 1993 : Colmar, base aérienne 132 Colmar-Meyenheim
- 2011 : Mont-de-Marsan, base aérienne 118 Mont-de-Marsan

## Statistiques
De 1942 à 1945, le régiment de chasse « Normandie-Niémen » :
- effectua 5 240 missions, soit 4 354 heures de vol ;
- livra 869 combats aériens ;
- obtint 273 victoires.

Il perdit :
- 38 pilotes tués ou disparus ;
- 3 pilotes morts en service aérien ;
- 3 pilotes fait prisonniers qui rentrent en France, après le conflit.

Le régiment comptabilisa à son actif :
- 273 avions ennemis abattus
- 37 avions ennemis probablement abattus
- 47 avions ennemis endommagés
- 132 camions détruits
- 24 voitures détruites
- 22 locomotives détruites
- 27 trains détruits
- 8 gares attaquées
- 5 terrains d'aviation attaqués
- 2 vedettes coulées
- 4 cantonnements attaqués
- 3 usines attaquées

## Escadrilles

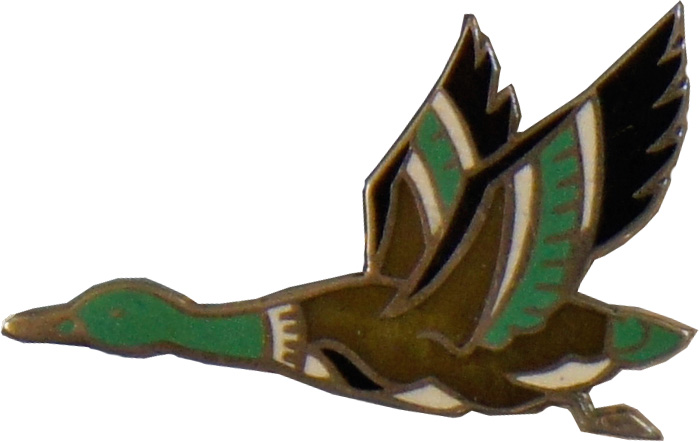
Badge SPA 93.

Depuis sa réactivation, en juin 2012, ce sont trois escadrilles de la Première Guerre mondiale qui constituent le 2/30 au lieu des escadrilles « Rouen », « Le Havre » et « Cherbourg » :
- SPA 91 Aigle à tête de mort ;
- SPA 93 Canard ;
- SPA 97 Fanion aux hermines.

## Avions

### Chasseurs
- Yak-1 (Janvier 1943-Novembre 1943)
- Yak-9 (Août 1943-Août 1944)
- Yak-3 (Août 1944-Avril 1947)
- de Havilland DH.98 Mosquito (Mai 1947-Août 1949)
- Bell P-63 Kingcobra (Octobre 1949-Avril 1951)
- Grumman F6F Hellcat (Décembre 1950-Avril 1951)
- Republic P-47 Thunderbolt (Décembre 1951-Septembre 1952)
- SNCASE SE-535 'Mistral' (Juin 1952-Octobre 1960)
- SNCASO SO-4050 Vautour (Octobre 1960-Decembre 1973)
- Mirage F-1C  (Décembre 1973-Juillet 1993)
- Mirage F-1CT (Août 1993-Juillet 2009)
- Dassault Rafale B/C (Depuis Août 2011)

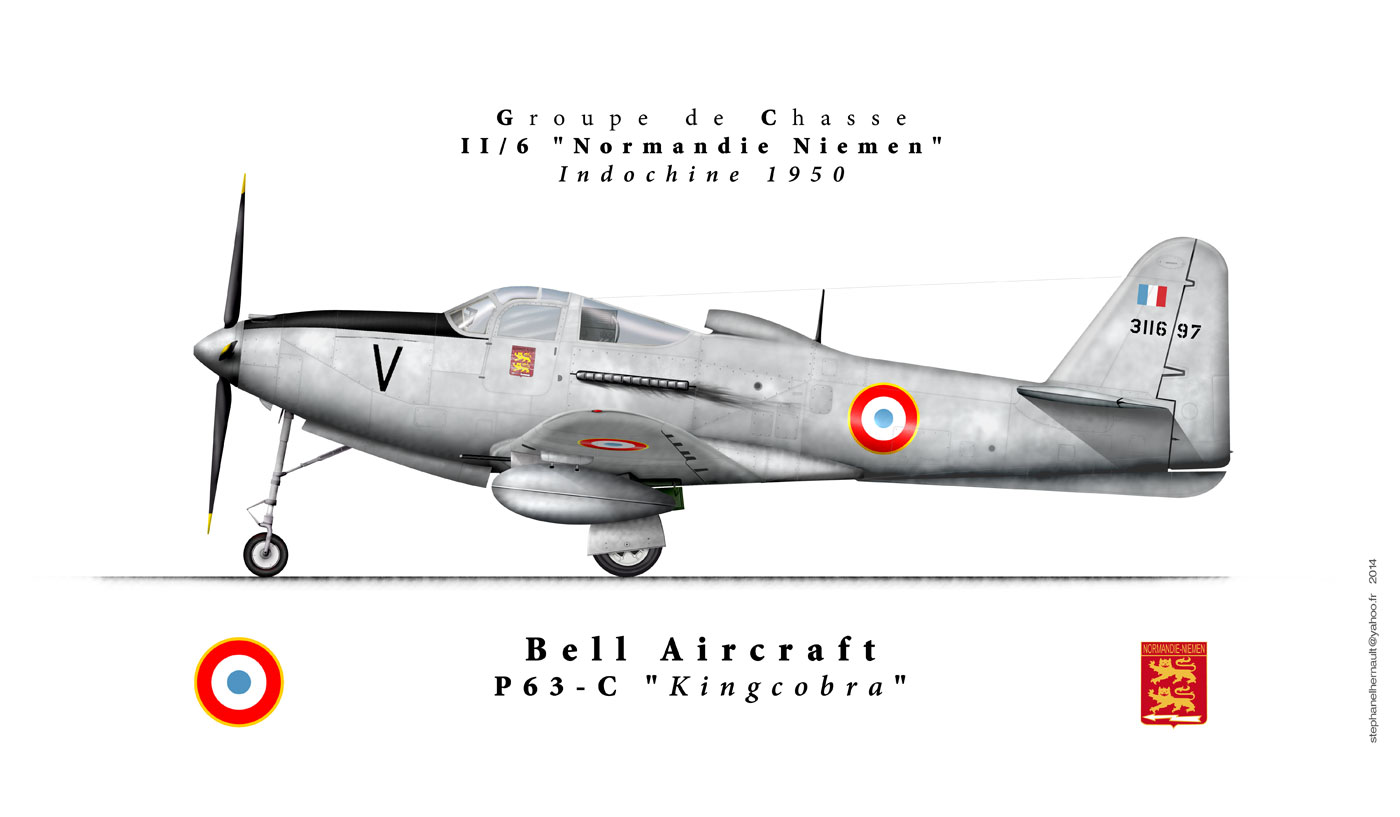
Bell Aircraft P63C KingCobra.
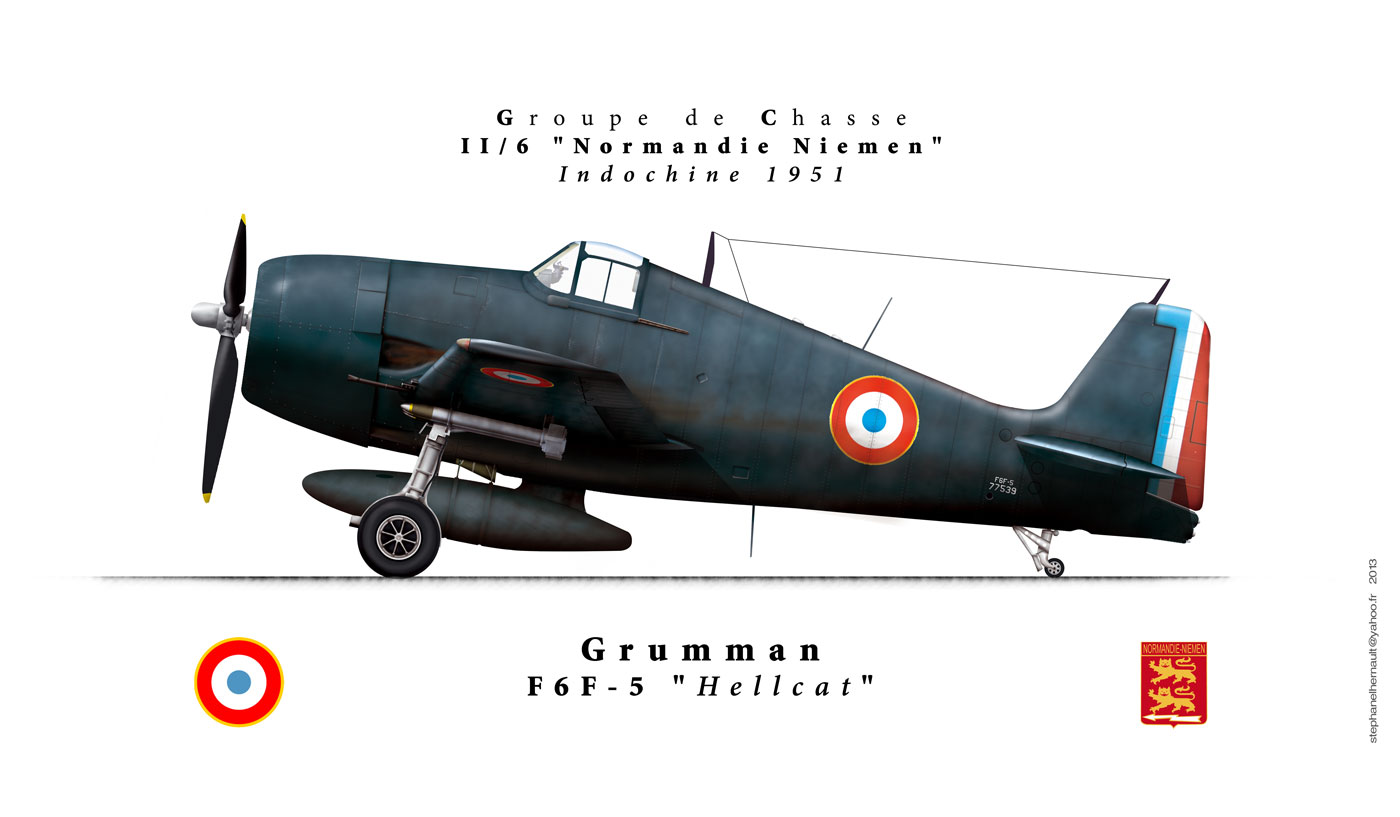
Grumman F6F-5 Hellcat.
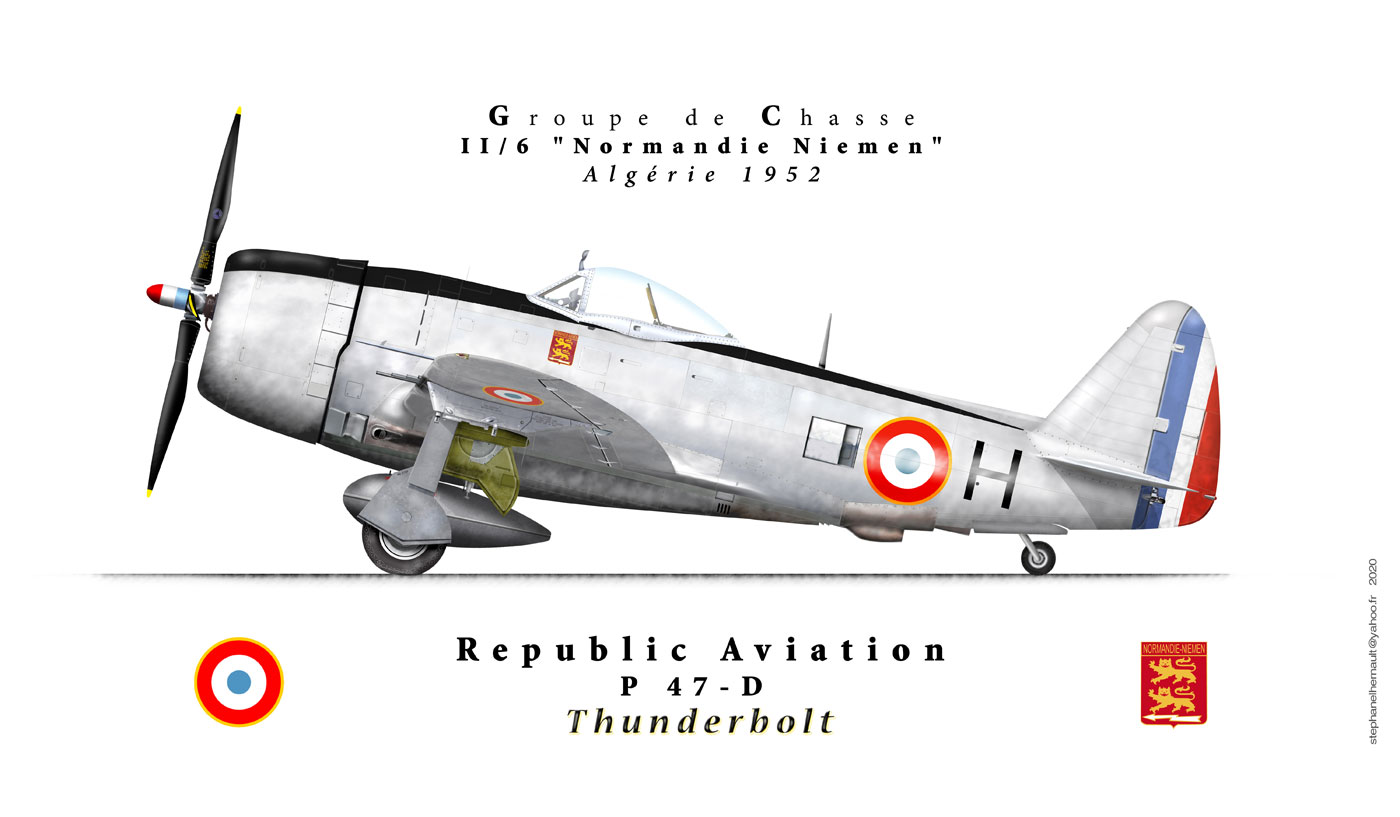
Republic Aviation P 47 D.
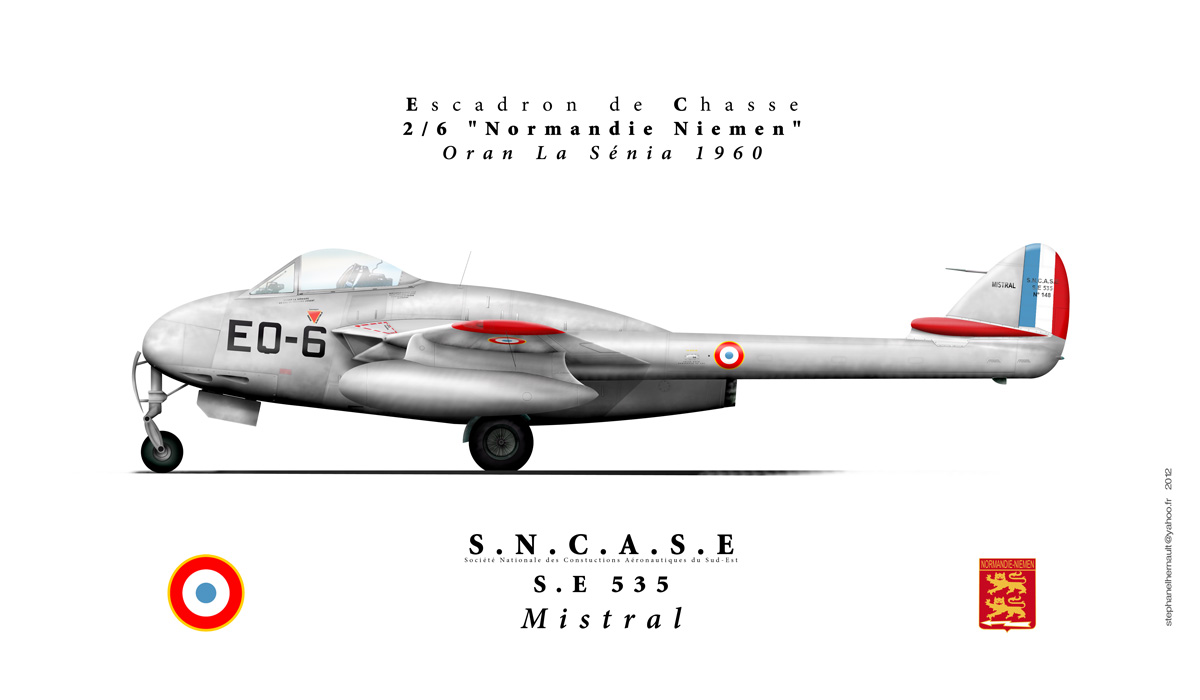
SNCASE Mistral.
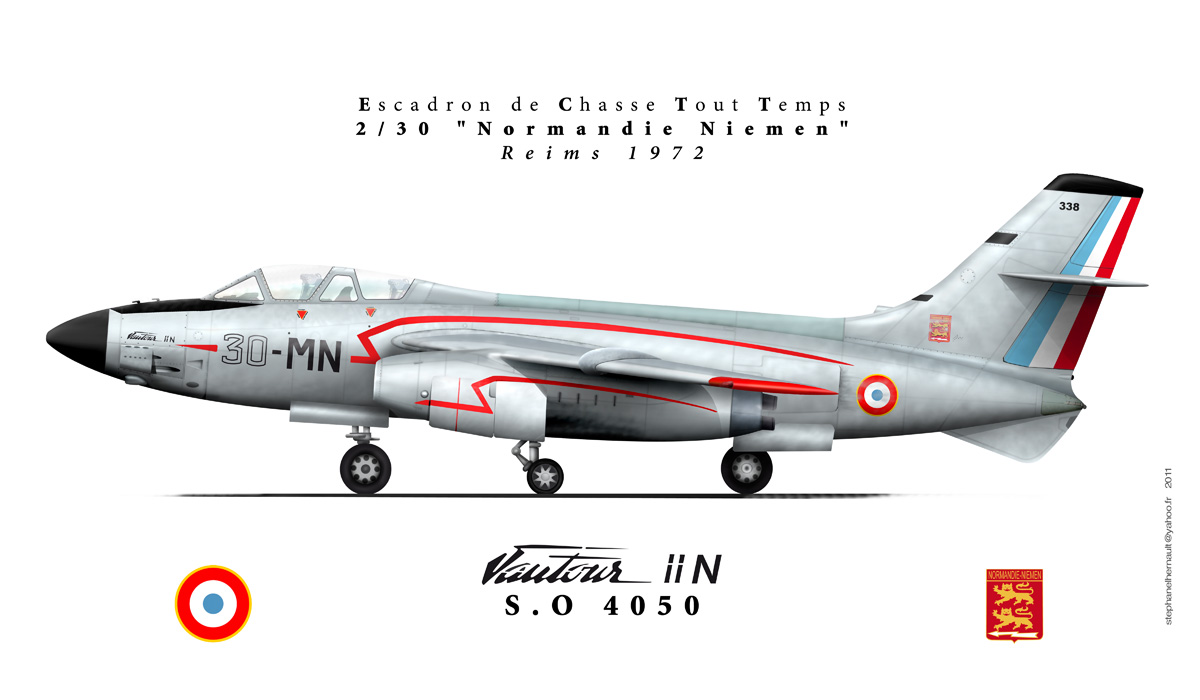
Vautour N.
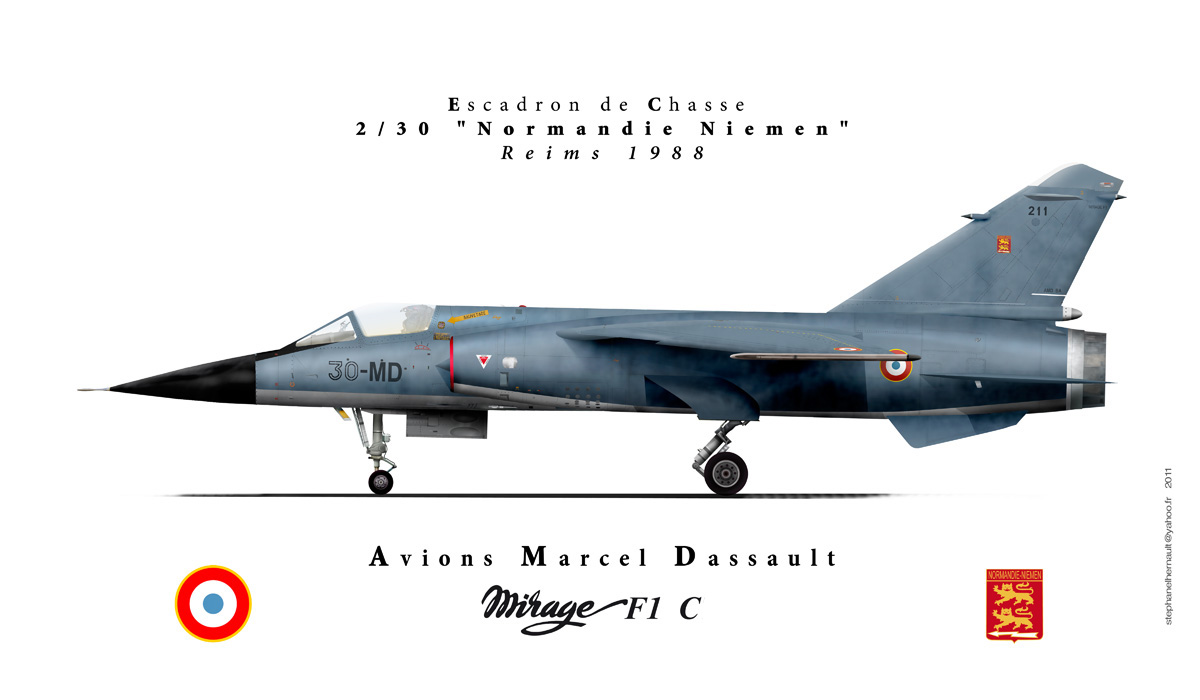
Mirage F1C.
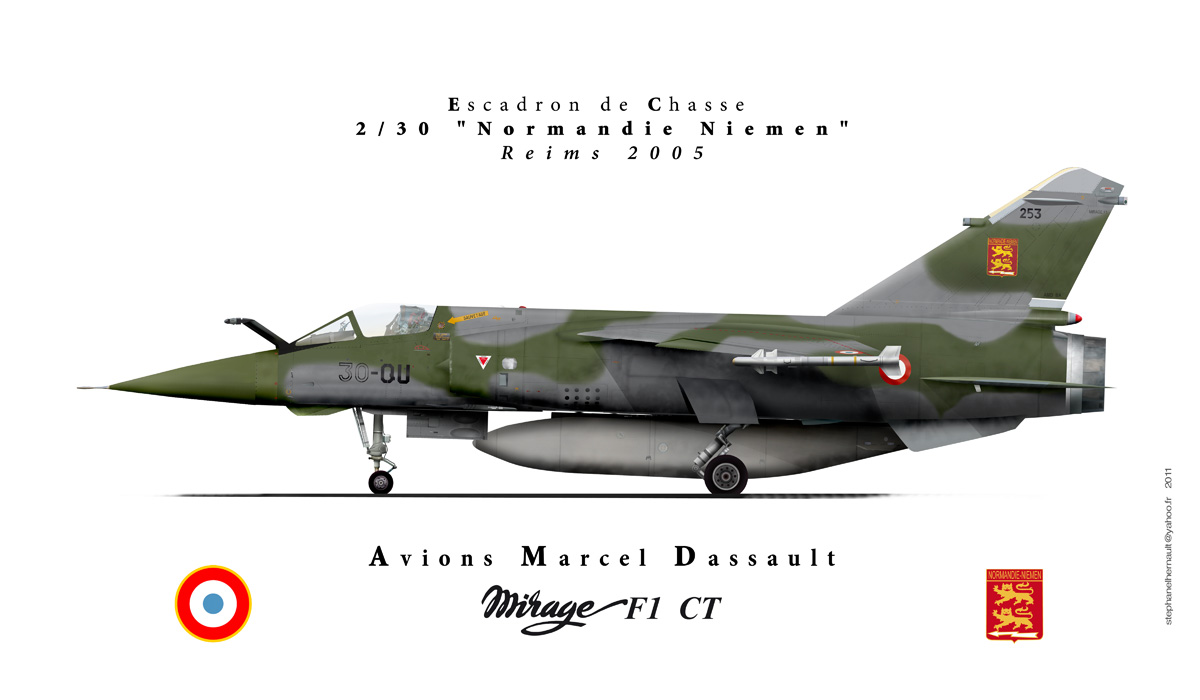
Mirage F1CT.
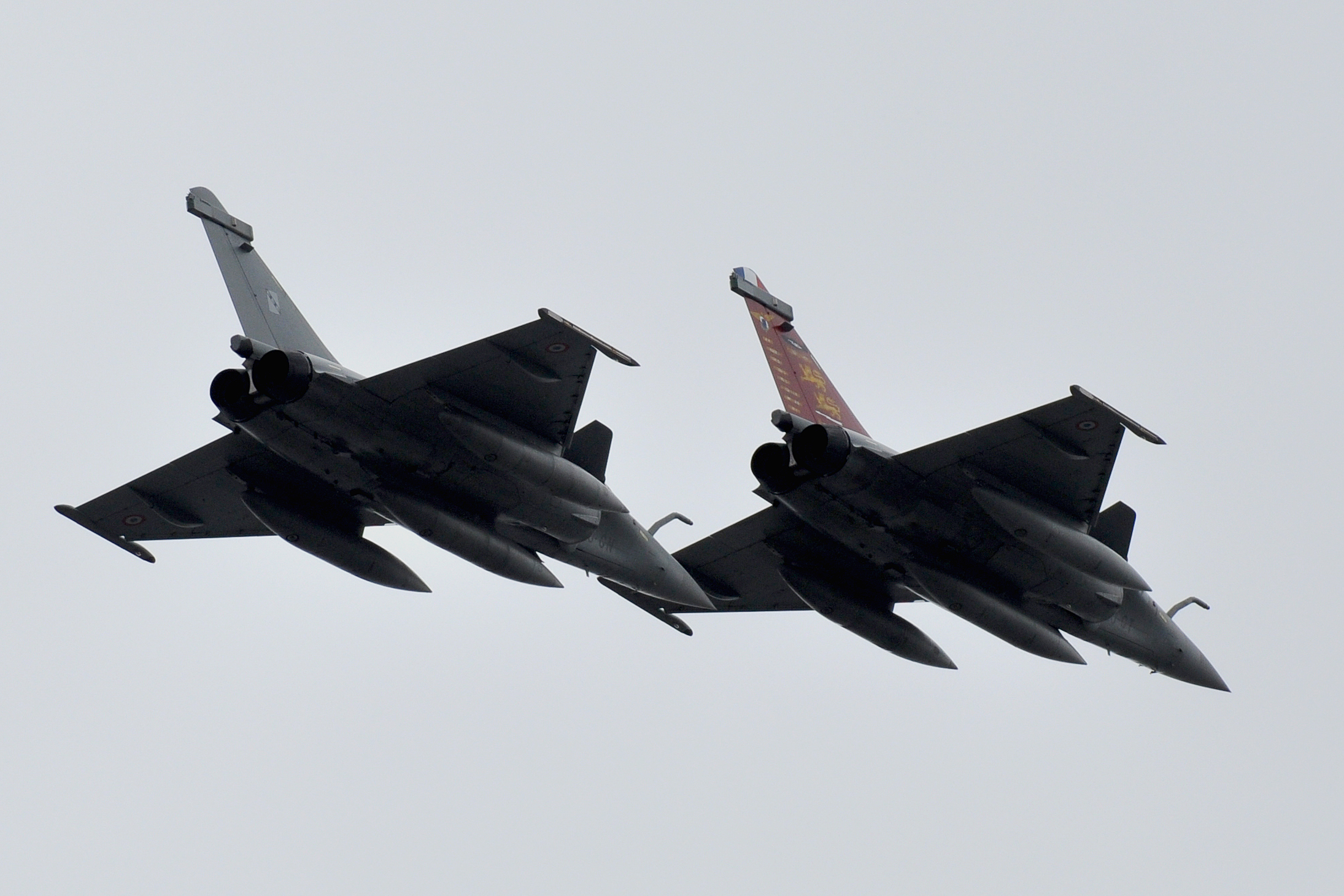
Rafale.

### Avions de liaison
- Yakovlev Yak-7V
- Polikarpov Po-2 ou U-2
- Yak-6

## Commémorations, éloges et mémoire

### Compagnon de la Libération
La page de garde du journal de marche de cette formation garde la trace de celui qui voulut et permit la création de cette formation d'élite.
« Sur la Terre russe martyrisée comme la Terre française par le même ennemi, le régiment Normandie-Niémen, mon compagnon, soutient, démontre, accroît la gloire de la France.
 »
— Moscou, 9 décembre 1944, Général de Gaulle, président du Gouvernement provisoire de la République Française.

### Obsèques du général de Gaulle
Le 12 novembre 1970, un détachement de l'escadron est présent à Colombey les Deux Églises pour prendre part aux obsèques du général de Gaulle, honneur partagé avec seulement deux autres unités : le 1er régiment de fusiliers-marins de Lorient et le 501e régiment de chars de combat de Rambouillet.

### Commémorations franco-russes
Le 18 septembre 1992, le 2/30 « Normandie-Niémen » fête ses cinquante ans. L’événement, organisé en présence de Pierre Joxe, ministre de la Défense, et du chef d’état-major de l'Armée de l'air russe, donne lieu à d’importantes manifestations, notamment la venue de Soukhoï Su-27 des « Chevaliers russes » et d’une délégation d’anciens combattants et de militaires de l’ex-Union soviétique.
Le 10 octobre 2007, les présidents Nicolas Sarkozy et Vladimir Poutine inaugurent un monument, sculpté par l'artiste russe Andreï Kovaltchouk, à la mémoire de l'escadrille française « Normandie-Niémen » à Moscou, dans le parc de Lefortovo.
Des vétérans de l'escadron participent aux célébrations de la Victoire de 1945 sur la place Rouge, à Moscou, le 9 mai 2010.

### Ambassadeurs du courage français
« Ambassadeurs du courage français
 »
— Maréchal Alexandre Novikov

### Souvenir
L'histoire de l'escadrille Normandie-Niémen est nettement plus connue en Russie qu'en France,. La Croix relève qu'elle est présentée comme « l'un des faits marquants de la Seconde Guerre mondiale » dans les livres et à la télévision russes, que de nombreux musées russes lui sont consacrés, et que plusieurs écoles russes portent son nom. Selon Christian Tilatti, conservateur en chef au musée de l'Air et de l'Espace, « la France est attachée à la mémoire de la Deuxième guerre mondiale dans un moindre degré que la Russie. On ne peut pas comparer ce qu’a subi la France avec les immenses souffrances de l’Union soviétique ».

### Décorations

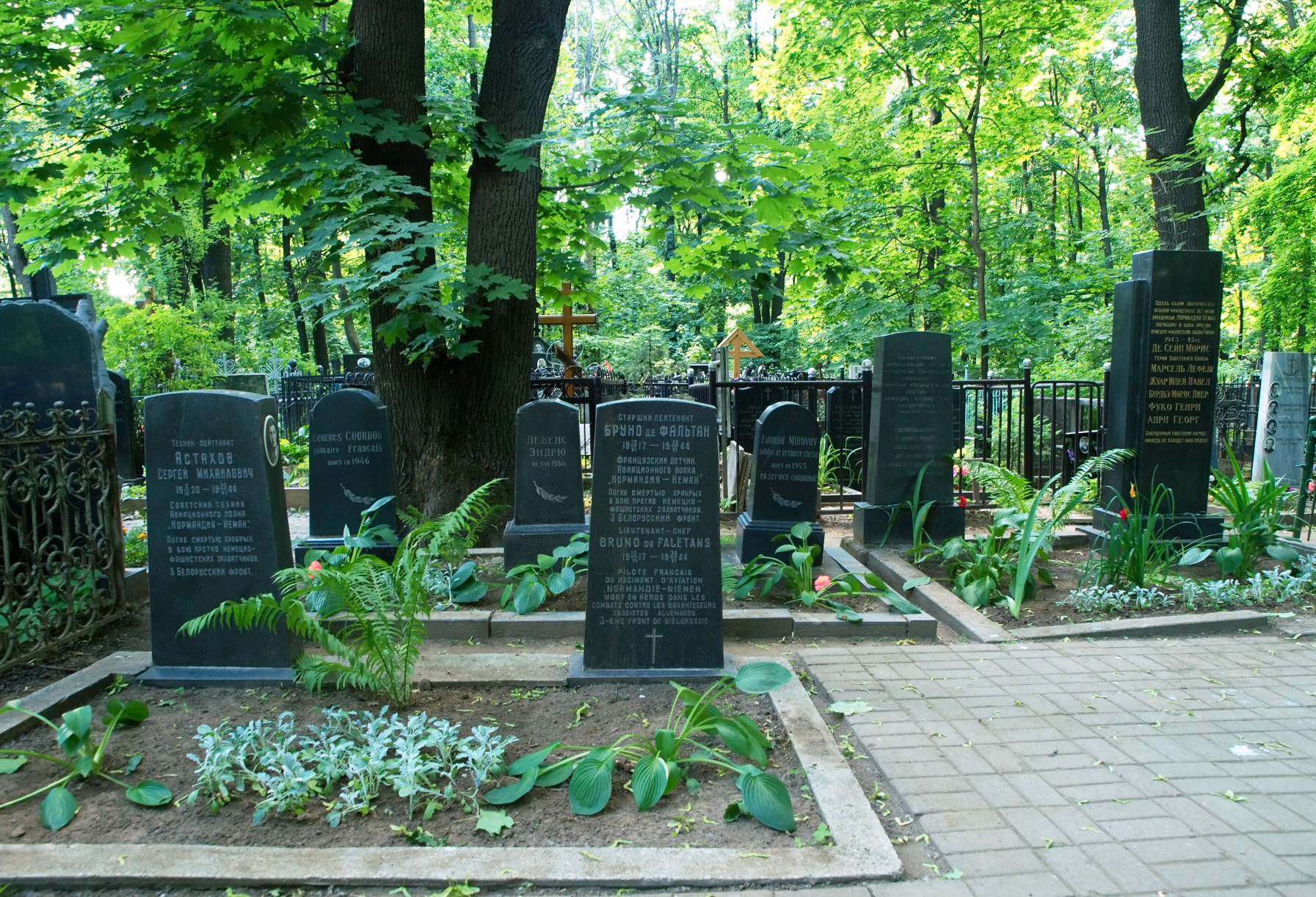
Carré français du cimetière de la Présentation (Moscou), où se trouvent les tombes des pilotes du « Normandie-Niémen ». Les dépouilles de six d'entre eux ont été rapatriées en France en 1953.

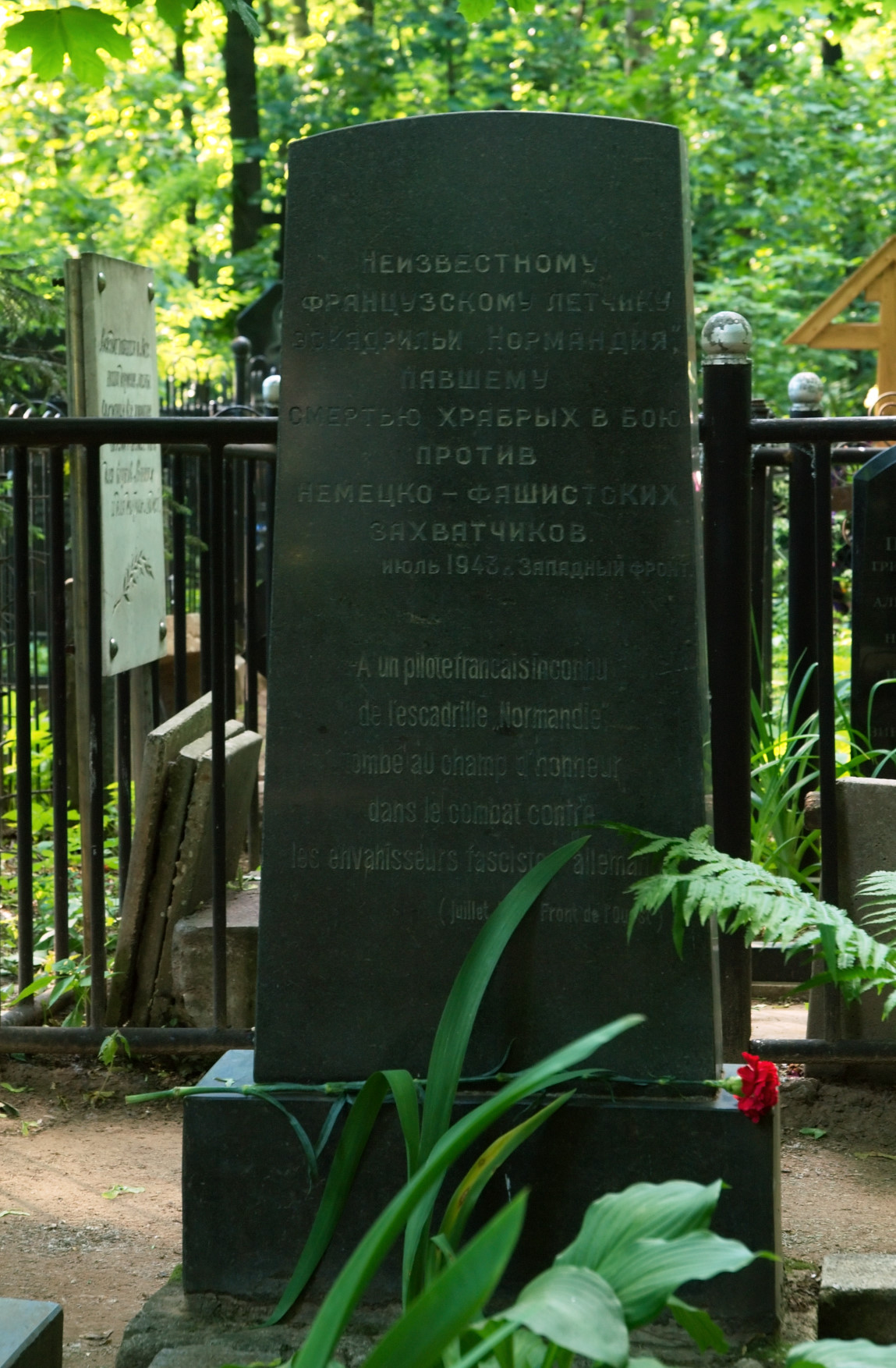
Tombe d'un soldat français inconnu de l'escadron « Normandie-Niémen », tombé en juillet 1943 : sépulture supposée du Commandant Jean Tulasne. Moscou, cimetière de la Présentation.

#### Décorations françaises
- Légion d'honneur
- Ordre de la Libération (11 octobre 1943)
- Médaille militaire
- Croix de guerre 1939-1945 avec six palmes (273 avions abattus)
- Croix de guerre des Théâtres d'opérations extérieurs (1953)
- Fourragère aux couleurs de la Légion d'honneur (depuis le 13 juillet 1945)
- Fourragère aux couleurs de l’Ordre de la Libération (depuis le 18 juin 1996)
- Fourragère aux couleurs de la Croix de guerre TOE (depuis le 24 octobre 1953)

#### Décorations russes
- Héros de l'Union soviétique[30]
- Ordre de Lénine[31]
- Ordre du Drapeau rouge (19 février 1945)[32]
- Ordre d'Alexandre Nevski (5 juin 1945)[33]
- Ordre de la Guerre patriotique[34]
- Ordre de l'Étoile rouge[35]
- Médaille pour la victoire sur l'Allemagne dans la Grande Guerre patriotique de 1941-1945
- Médaille pour la prise de Königsberg

### Hommage
Lors de la guerre russo-ukrainienne, une unité de dronistes français ayant décidé de combattre du côté russe se sont appelés Normandie-Niemen en hommage à ce régiment. Ce groupe est dirigé par Sergei Munier, un ancien militaire français d'origine ukrainienne. Cette dénomination suscite de nombreuses critiques dans le monde occidental,, et entrerait dans le cadre d'une stratégie cognitive agressive de la part du Kremlin pour diviser les Européens notamment dans le cadre du désengagement américain annoncé sous la présidence de Donald Trump. Leur effectif serait surtout symbolique, de l'ordre de quelques dizaines. D'après le général Jérôme Pellistrandi leurs motivations seraient surtout idéologiques. Vladimir Poutine a fait référence à cette unité sur l'agence de presse Tass le 30 avril 2025 affirmant : « Il y a toujours eu en France des gens qui partagent les valeurs de la Russie »,.

## Dans les arts et la culture populaire

### Filmographie

#### Cinéma
- 1960 : Normandie-Niémen réalisé par Jean Dréville.

#### Télévision

##### Téléfilm
- 1999 : L'Inconnu du Normandie-Niémen de Vincent Gielly.

### Littérature

#### Bande dessinée
- Team Rafale no 5, scénario de Frédéric Zumbiehl, dessin de Michel Lourenço, retraçant les aventures de deux pilotes de chasse, Tom Nolane et Jessica Nate. Auparavant au sein du 1/7 « Provence », ils ont, dans le tome 5 (Black Shark), intégré le 2/30 « Normandie-Niémen » sur Rafale.
- Block 109 tome Étoile Rouge, 2010.
- Escadrille Normandie-Niémen, scénario de Mark Jennison, dessin de Michel Lourenço puis Philippe Hooghe, retraçant l'histoire de l'escadrille française Normandie envoyée par Charles de Gaulle sur le front russe.
- Les enragés du Normandie-Niémen, scénario de Patrice Buendia et Marc-Olivier Cayre, illustré par Giuseppe de Luca.
- Centaures, scénario d'Emmanuel Herzet illustré par Éric Loutte. Dans le tome 1 (Crisis).
- Normandie-Niémen, bande dessinée en deux tomes, scénario de Brrémaud, dessin de Paolo Raffaelli, parue en 2011 et 2012 aux Éditions Clair de Lune.
- Biggles-Airfiles-Normandie-Niémen, volumes I et II, scénario et dessin de Manuel Perales. Série d´albums retraçant l´histoire du « Normandie-Niémen ». Interrompue en 2009 lors de la retraite du premier éditeur, la série est reprise par les éditions Amazon qui publient les volumes III et IV[45],[46].

## Documentaire
- 2010 : La formidable Aventure de l'escadrille Normandie-Niemen : Front Russe 1943-1945, de Radik kudojarov.
- 2015 : 
  - Normandie-Niémen, Les pilotes français de l'Armée Rouge de Frédéric Tonolli.
  - Normandie-Niémen, Monologue réalisé par Egor Klimovsky.
- 2023 : Légendes du ciel épisode 2 Normandie Niemen.